# Tâm lý học xã hội
Tâm lý học xã hội là ngành khoa học cơ bản hình thành và phát triển từ cuối thế kỷ 19, chuyên nghiên cứu tác động của hoạt động xã hội và quá trình nhận thức lên suy nghĩ của mỗi cá nhân, cũng như ảnh hưởng và mối quan hệ của cá nhân đó với những người khác. Tâm điểm quan tâm của ngành tâm lý học xã hội là người ta làm thể nào để hiểu và tương tác với những người khác.
Một số quan điểm coi ngành tâm lý học xã hội bắt đầu hình thành sau tác động của công trình nghiên cứu "Tâm lý đám đông" được Gustave le Bon giới thiệu năm 1895, và ngành này bắt đầu rõ nét từ cuối thập niên 1930 nhờ phương pháp thực nghiệm do Kurt Levin khởi xướng. Tuy nhiên, có những giáo trình ghi nhận công trình nghiên cứu của nhà khoa học Mỹ Norman Triplett vào năm 1898 là viên gạch đầu tiên cho ngành này. Dù sao cũng cần nhắc tới đóng góp của nhiều nhà nghiên cứu như kỹ sư nông nghiệp người Pháp Max Ringelmann trong thập niên 1880 phát hiện thấy khi cùng chung sức kéo dây hoặc đẩy xe người ta có xu hướng ít nỗ lực hơn lúc làm một mình.
Hai quyển sách giáo khoa chính thức mang tên ngành tâm lý học xã hội cùng được xuất bản năm 1908 thuộc về hai tác giả là nhà tâm lý học William McDougall và nhà xã hội học E.A. Ross. Công trình thứ hai mang nội dung mà sau này trở thành mối quan tâm hàng đầu của ngành: rằng con người ta chịu ảnh hưởng mạnh từ những người khác, bất kể là những người đó có thực sự có mặt hay không. Từ đó xuất hiện khái niệm "xây dựng thực tại" (construction of reality), mà theo đó quan điểm của mỗi cá nhân về thực tại là một kết cấu được tạo thành qua hai quá trình: nhận thức (cơ chế hoạt động của tư duy) và tương tác xã hội (ảnh hưởng từ những người khác, có thể là người thực hoặc trừu tượng).
Một trong số những đóng góp lớn của ngành tâm lý học xã hội đối với khoa học đương đại (sau hậu hiện đại) là khái niệm bản sắc tập thể, giúp hiểu được nhìn nhận của mỗi cá nhân về vị trí của mình trong quần thể xã hội đang sống và các tương tác của cá nhân đó trong xã hội, tức là góc nhìn đương đại của phương pháp cá nhân luận.